# Крейтон, Джим
Джеймс «Джим» Крейтон-младший (англ. James Creighton, Jr.; 15 апреля 1841 — 18 октября 1862) — американский бейсболист любительской эпохи, и, по мнению историков, игрок, имевший все шансы стать суперзвездой. Также участвовал в местных любительских и профессиональных матчах по крикету.

## Биография
Джим появился на свет 15 апреля 1841 года в семье Джеймса и Джейн Крейтонов. Он родился в Манхэттене, однако его детство прошло в другом боро Нью-Йорка, Бруклине. К шестнадцати годам он, обладая навыками игры как в бейсбол, так и в крикет, стал одним из известных в Бруклине бэттеров (бэтсменов).
В 1857 году Крейтон вместе с другими молодыми спортсменами создал бейсбольный клуб под названием «Янг Америка» (англ. Young America, «Молодая Америка»). В этот период в окрестностях существовало всего несколько конкурентоспособных клубов, а полноценных соревнований не проводилось вовсе. Бейсболисты проводили большую часть своего игрового времени во внутренних состязаниях, практикуясь со своими товарищами — лишь изредка проводились матчи между соперничающими клубами. Сыграв несколько подобных матчей, команда Крейтона прекратила существование.
Позже молодой игрок присоединился к клубу «Ниагара оф Бруклин», где играл на второй базе.
Крейтона называли «человек-винт» за его умение закручиваться и при этом отбивать мяч. 14 октября 1862 года Крейтон, отбивая мяч кручёным способом, повредил себе внутренние органы (предположительно мочевой пузырь). При этом раздался громкий звук, который шёл из тела Крейтона. Бейсболист, несмотря на оказанную ему медицинскую помощь, умер в страшных мучениях спустя 4 дня.

## Оценки
Борис Акунин в своей книге «Кладбищенские истории» посвятил Джиму Крейтону несколько строк. Он так описывает жизненный путь бейсболиста:
Первая звезда бейсбола Джим Крейтон (1841—1862) был известен как «человек-винт». Это он изобрел крученую подачу, а, отбивая мяч, «завинчивался» таким невообразимым образом, что все только диву давались. Однажды в момент удара раздался странный треск, словно лопнул ремень. Мяч был отбит на славу, Джим обежал полный круг по площадке — и вдруг упал замертво: оказалось, что он порвал себе мочевой пузырь.